# Phytomyza oxytropidis
Phytomyza oxytropidis är en tvåvingeart som beskrevs av Sehgal 1971. Phytomyza oxytropidis ingår i släktet Phytomyza och familjen minerarflugor. Inga underarter finns listade i Catalogue of Life.